# War song (Neil Young)
War song is een protestlied dat Neil Young, Graham Nash & The Stray Gators op 5 juni 1972 op een single uitbrachten. Voor Young was dit na Ohio (1970) zijn tweede protestsingle tegen president Nixon. Daarnaast was het een steunbetuiging aan de Democratische kandidaat George McGovern.
De single bereikte nummer 61 in de Amerikaanse Billboard Hot 100 en nummer 40 in Canada. In Nederland stond hij een paar weken in de Tipparade. Op de B-kant staat The needle and the damage done dat een aanklacht is tegen heroïneverslaving. Dat nummer was dat jaar ook terug te vinden was op de B-kant van Old man. War song kwam niet op een reguliere elpee te staan.

## Tekst en achtergrond
Young schreef het lied in aanloop naar de Amerikaanse presidentsverkiezingen van 1972. President Richard Nixon had zich verkiesbaar gesteld voor een tweede termijn met de Democratische kandidaat George McGovern als belangrijkste opponent.
Het lied is een protest tegen de deelname van de VS aan de Vietnamoorlog. Young verzet zich tegen Nixons bombardementen en zeemijnen. Ook noemt hij de naam van George Wallace, een democratische kandidaat tegen wie op 15 mei 1972 een aanslag werd gepleegd. Het refrein is een ondubbelzinnige steunbetuiging aan McGovern die naar Youngs verwachting de oorlog kan beëindigen: "There's a man says he can put an end to war."